# ライラ・ロス
ライラ・アブドセラム・ロス（Laila Abdesselam Rouass、1971年6月22日 - ）は、イギリスの女優。『Footballers's Wives』（2004年 - 2006年）のアンバー・ゲーツ役と『Holby City』（2011年 - 2012年）のサヒラ・シャー役で特に知られる。他の著名な出演作には、『プライミーバル』や『MI-5 英国機密諜報部』、『Strictly Come Dancing』が知られる。

## 生い立ち
ロスはモロッコ人の父とインド人の母の間に、ロンドンのステップニーで生まれた。

## キャリア
ロスは1990年代にインドのチャンネルVでビデオジョッキーを担当していた。チャンネル4では、チャンネルのクリエイティブ・ディレクターのシャミン・デザイによる、バンド　Colour Blind のミュージックビデオに出演した。
イギリスに戻った後、ロスは2004年から2006年のITV1の人気シリーズ『Footballers' Wives』と、ITV2のスピンオフシリーズ『Footballers' Wives: Extra Time』にボリウッド女優アンバー・ゲーツ役で出演し、知名度を高めた。また、イギリスの昼ドラ『en:Family Affairs』と『Hollyoaks』に繰り返し出演し、『I Dream』と『Casualty』、『Meet the Magoons』のエピソードにも出演した。ミーラ・サイアルの小説をドラマ化した『Life Isn't All Ha Ha Hee Hee』では彼女と共演した。
ロスはFHM誌による「世界で最も美しい女性100人」2004年と2005年に選ばれており、それぞれ87位と69位であった。
2009年にはエジプト学者サラ・ペイジ博士役でITVの恐竜SFドラマ『プライミーバル』シリーズ3に出演した。同作のシリーズ4と5で撮影地がダブリンへ移った際、女手一つで子どもを育てるのが難しくなると言って彼女は番組を降板した。劇中では、彼女の演じたサラ・ペイジはシリーズ3と4の間に未来の捕食動物に殺害された扱いとなった。
BBCの『Strictly Come Dancing』シリーズ7に出演した際には、プロのダンサーであるアントン・ドゥ・ベイクとペアを組み、『Footballers' Wives』で共演したゾーイ・ラッカーとも再び共演した。
2010年春、1969年にローマ発アテネ行の便でハイジャックを起こしたライラ・カリドの映画を制作すること、およびそのための資金があることをロスは発表した。
2010年9月に放送された BBC One のドラマ『MI-5 英国機密諜報部』では、シリーズ9から新登場したレギュラーキャラクターのマヤ・ラハン役を演じた。2010年10月には、SFドラマ『ドクター・フー』のスピンオフ『The Sarah Jane Adventures』で悪役のUNIT大佐ティア・カリムを演じ、11代目ドクター役のマット・スミスと共演した。また、BBCの医療ドラマ『Holby City』のキャストに加わり、2011年2月から登記官サヒラ・シャー役で出演した。
また、彼女は "The Channel 4 TV Book Club" の司会も務めた。

### 映画のキャリア
ロスが最初に出演した映画はフェローゼ・ナディアワラ制作の映画『City of Dreams』であり、リサ・レイやサイード・ジャフリーと共演した。キャリアの初期であった同年の間、彼女はインドを拠点に活動し、複数のインド映画、アディティア・バッタチャールヤによるインドとイタリアの共同制作映画『Senso unico』（1999年）、デーヴ・ベネガルの『Split Wide Open』（1999年）に出演した。
2000年、ラージャスターン州の復讐レイプを扱った、ジャッグ・マンドゥラによる議論の割れる映画『Bawandar』にロスは出演した。英語の映画でのデビューは2002年で、ヒース・レジャー主演の映画『サハラに舞う羽根』で脇役を演じた。
『The Hunt Feast』（2004年）に出演した彼女は、2006年にアディツア・ラジ・カプールの映画『Don't Stop Dreaming』に出演した。
ロスはイギリスの映画『Shoot on Sight』（2007年）に出演し、ブライアン・コックスやオム・プリ、サディ・フロストと共演した。2008年には、『Freebird』とニュージーランドが投資した『Apron Strings』の計2本の映画に出演した。

## 私生活
ロスは1990年にアブドセラム・ロスと結婚したが、12年のセックスレスを経て2003年に離婚した。彼女は2005年にナシル・カーンと宗派に乗っ取った式典を挙行したが、二人は法的には結婚しなかった。2006年10月にロスが腰痛のため医師の診断を受けたところ、妊娠6ヶ月であることが判明。二人は妊娠期間中に一時離婚したが、やがて復縁した。2007年2月に娘が生まれた後、2008年に二人は再び別れ、ロスは一人で娘を育てた。2013年2月には、2012年前半から関係を続けていたスヌーカー選手のロニー・オサリバンと婚約に至った。
2017年8月にロスは2017年バルセロナテロ攻撃事件に巻き込まれ、事件の間はレストランの冷凍庫に隠れていたとTwitterで発言している。
また、彼女はイスラム教徒である。

## 出演作
| 年   | 題                       | 役                     | 備考     |
| ---- | ------------------------ | ---------------------- | -------- |
| 1999 | Senso unico              | ヤズミン               |          |
| 1999 | Split Wide Open          | ナンディータ           |          |
| 2000 | Bawandar                 | エイミー               |          |
| 2002 | サハラに舞う羽根         | マヤ                   |          |
| 2003 | Two Minutes              | ソニータ               | ショート |
| 2007 | Shoot on Sight           | ルビー・カー           |          |
| 2008 | Apron Strings            | アニータ               |          |
| 2008 | Freebird                 | ルシンダ               |          |
| 2011 | コナン・ザ・バーバリアン | フィアラ（コナンの母） |          |

| 年        | 題                             | 役                   | 備考                                                         |
| --------- | ------------------------------ | -------------------- | ------------------------------------------------------------ |
| 2001      | Family Affairs                 | タニャ・アユバ       |                                                              |
| 2002      | The Comedy Lab                 |                      | 1エピソード: "Meet the Mangoons"                             |
| 2002      | Casualty                       | マンディ・ケラウェイ | 1エピソード: "You're Going Home in the Back of an Ambulance" |
| 2003      | Hollyoaks                      | デイル・ジャクソン   |                                                              |
| 2004      | I Dream                        | ローリー・ダス       | 1エピソード: "Toon in Love"                                  |
| 2004–2006 | Footballers' Wives             | アンバー・ゲーツ     |                                                              |
| 2005      | Life Isn't All Ha Ha Hee Hee   | タニア               |                                                              |
| 2005      | Footballers' Wive$: Extra Time | アンバー・ゲーツ     |                                                              |
| 2005      | Meet the Mangoons              | アニータ             | 1エピソード: "Stairway to Havan"                             |
| 2006      | Casualty                       | ギナ・マーシャル     | 1エピソード: "All Through the Night"                         |
| 2009      | プライミーバル                 | サラ・ペイジ博士     | メインキャスト、シリーズ3                                    |
| 2010      | The Sarah Jane Adventures      | ティア・カリム大佐   | 2エピソード: "Death of the Doctor" パート1&2                 |
| 2010      | MI-5 英国機密諜報部            | マヤ・ラハン         |                                                              |
| 2011–2012 | Holby City                     | サヒラ・シャー       | メインキャスト                                               |
| 2011      | Sadie J                        | マディ               | 1エピソード: "Robobootylicious"                              |
| 2014      | バーナビー警部                 | ステファニー・キング | 1エピソード: "The Flying Club"                               |
| 2015      | The Royals                     | ラニ首相代理         |                                                              |
| 2016      | Stella                         | マリア               |                                                              |
| 2016      | ザ・ロッジ                     | オリヴィア           | 4エピソード                                                  |
| 2018      | Safe                           | ローレン             |                                                              |